# 増誉

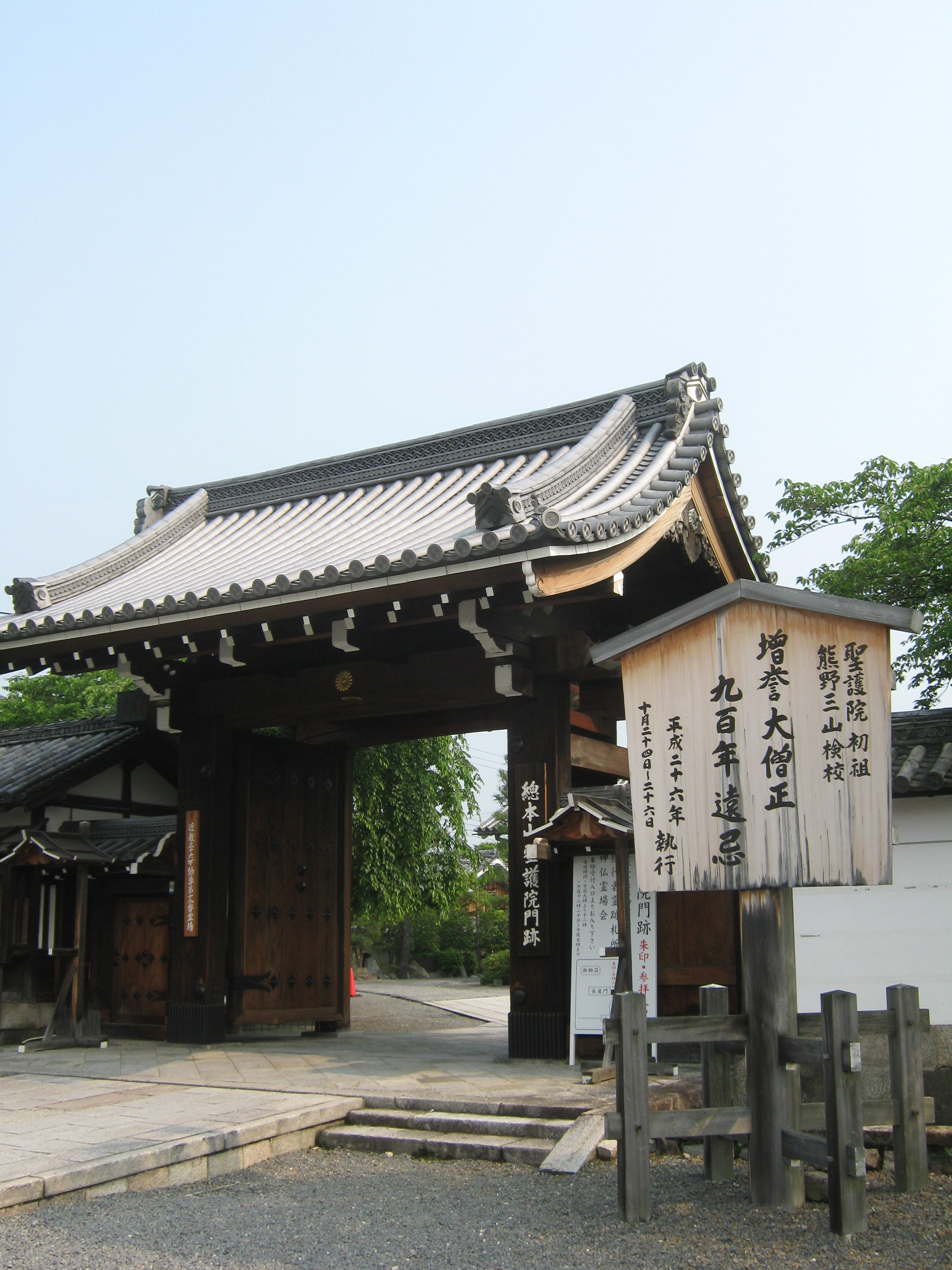
増誉が建立した聖護院

増誉（ぞうよ、長元5年（1032年）- 永久4年1月29日（1116年2月14日））は、平安時代中期の天台宗の僧。父は大納言藤原経輔。一乗院大僧正と称される。

## 生涯
園城寺（三井寺）の乗延に師事し、行円の下で得度、行観（ぎょうかん）から灌頂を受けた。大峰山・葛城山で山岳修行を行い、早い時期から霊験を現したという。また、白河、堀河両天皇の護持僧としても活躍した。寛治4年（1090年）、白河上皇の熊野参詣の先達をつとめて最初の熊野三山検校に任じられ、洛東に聖護院を建立した。天王寺別当・園城寺長吏を歴任、長治2年（1105年）に天台座主に任じられるが、延暦寺の反対により翌日辞任に追い込まれた。その後は、尊勝寺など13ヶ寺の別当を兼任した。
永久4年（1116年）に85歳で没し、園城寺長吏の職は行尊が後継した。